# Olapa nigribasis
Olapa nigribasis is een vlinder uit de familie spinneruilen (Erebidae), onderfamilie donsvlinders (Lymantriinae). De wetenschappelijke naam van deze soort is voor het eerst geldig gepubliceerd in 1917 door Antonius Johannes Theodorus Janse.
De soort komt voor in tropisch Afrika. De typelocatie is Salisbury (nu Harare in Zimbabwe).